# 80

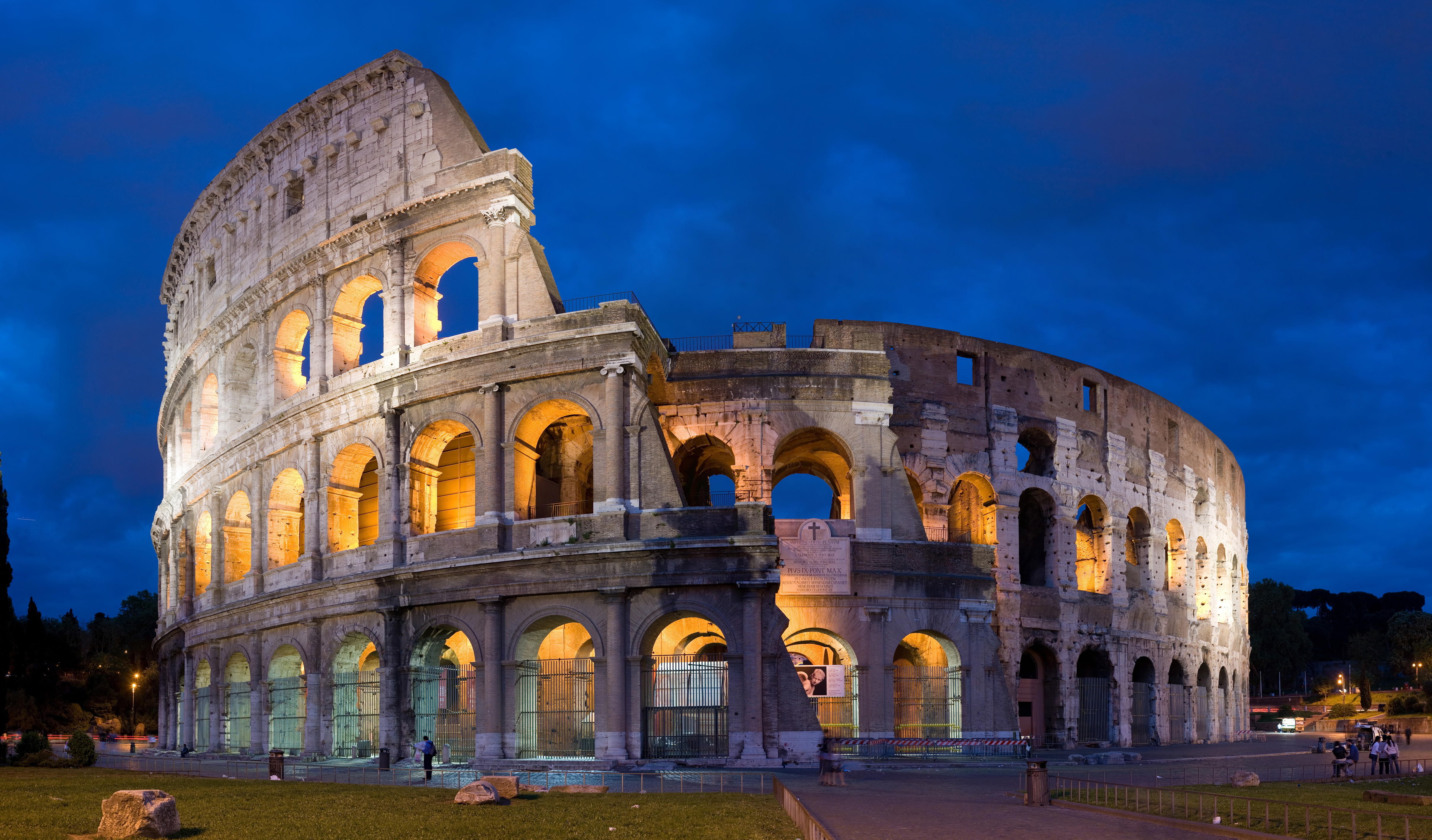
Colosseum

Het jaar 80 is het 80e jaar in de 1e eeuw volgens de christelijke jaartelling.

## Gebeurtenissen

### Italië
- In Rome worden Titus Caesar Vespasianus (achtste maal) en zijn broer Titus Caesar Domitianus herkozen tot consul van het Imperium Romanum.
- 21 april - Keizer Titus wijdt het Colosseum in, het amfitheater kan in de zomer worden afgedekt met een canvas zonnescherm (velarium) en biedt zitruimte aan 50.000 toeschouwers.
- De volksvertegenwoordiging geeft haar goedkeuring voor de uitbreiding van de Senaat met senatoren uit de Romeinse provincie Africa.
- In Rome breekt een grote brand uit op het Marsveld, door de vuurzee worden vele belangrijke monumenten verwoest: waaronder het Pantheon en de Tempel van Jupiter Optimus Maximus.

### Europa
- In het Eifelgebied (Germania Inferior) wordt de Aquaeductus Arduennus gebouwd, het aquaduct loopt over een afstand ca. 130 kilometer naar Colonia Claudia Ara Agrippinensium (huidige Keulen) en heeft een capaciteit van 20.000 m³ per dag.

## Overleden
- Timoteüs, bisschop van Efeze